# Alternative socialiste (France)
Pour les articles homonymes, voir Alternative socialiste.
 (avril 2014).
Si vous disposez d'ouvrages ou d'articles de référence ou si vous connaissez des sites web de qualité traitant du thème abordé ici, merci de compléter l'article en donnant les références utiles à sa vérifiabilité et en les liant à la section « Notes et références ».
Alternative socialiste est un ancien courant du Parti socialiste français créé lors des Universités de rentrées de septembre 2005 à Boulazac (Périgueux) en Dordogne. Son animateur est Henri Emmanuelli, il fait partie de la gauche du Parti socialiste.

## Histoire
Le courant se constitue à la suite de la campagne du référendum de 2005 sur le Traité constitutionnel européen. Il prend la suite de Nouveau Monde après le soutien de Jean-Luc Mélenchon à Laurent Fabius.
Alternative socialiste présente une contribution en prévision du congrès du Mans du PS. Après avoir été en position de déposer une motion seul, le courant a vu ses offres d'alliances avec Nouveau Parti socialiste, autre courant de la gauche du PS, finalement acceptées à la veille du Conseil national du 17 septembre 2005. L'alliance des deux courants dynamise l'opposition à la majorité sortante incarnée par François Hollande et la motion recueille 23 % des suffrages des adhérents, en deuxième position. Mais au Congrès, Alternative socialiste se divise entre les partisans de la synthèse avec la majorité, emmenés par Henri Emmanuelli, et ses adversaires conduits par Gérard Filoche et Marc Dolez. Ce sont les premiers qui l'emportent et les minoritaires forment le courant Forces militantes pour la démocratie et le socialisme.
Au Congrès de Reims de 2008, les partisans d'Alternative socialiste regroupés dans le Nouveau Parti socialiste rejoignent le courant Un Monde d'Avance.

## Alternative socialiste jeunes
Alternative possède une aile "jeunes" active au Mouvement des jeunes socialistes au sein duquel il forme un courant minoritaire. Il fusionne avec la majorité Nouvelle Gauche en 2005 pour former Transformer à gauche.

## Personnalités

### Parcours au sein du PS après 2005
| Nom                                              | Congrès du Mans (2005)                                 | Primaire de 2006 (soutien de) | Congrès de Reims (2008)                     | Primaire de 2011 (soutien de)          | Congrès de Toulouse (2012)                     |
| ------------------------------------------------ | ------------------------------------------------------ | ----------------------------- | ------------------------------------------- | -------------------------------------- | ---------------------------------------------- |
| Henri Emmanuelli Michel Vergnier Isabelle Thomas | NPS - Alternative socialiste (Nouveau monde)           | Laurent Fabius                | Un monde d'avance (Alternative socialiste)  | Martine Aubry                          | Motion majoritaire (Un monde d'avance)         |
| Liêm Hoang Ngoc                                  | NPS - Alternative socialiste (Nouveau monde)           | Laurent Fabius                | Un monde d'avance (Alternative socialiste)  | Martine Aubry                          | Maintenant la gauche                           |
| Gérard Filoche                                   | NPS - Alternative socialiste (Démocratie & socialisme) | Laurent Fabius                | Un monde d'avance (Démocratie & socialisme) | Martine Aubry                          | Maintenant la Gauche (Démocratie & socialisme) |
| Marc Dolez                                       | NPS - Alternative socialiste (Forces militantes)       | Laurent Fabius                | Un monde d'avance (Forces militantes)       | Quitte le PS en 2008 (Parti de gauche) |                                                |
| Jean-Pierre Masseret                             | NPS - Alternative socialiste (Courant majoritaire)     | Ségolène Royal                | L'espoir à gauche (Désirs d'avenir)         | François Hollande                      | Motion majoritaire                             |